# 21640 Petekirkland
21640 Petekirkland è un asteroide della fascia principale. Scoperto nel 1999, presenta un'orbita caratterizzata da un semiasse maggiore pari a 2,2777460 UA e da un'eccentricità di 0,1806069, inclinata di 5,81725° rispetto all'eclittica.